# Marlene Achtermann
Marlene Achtermann (* im 20. Jahrhundert) ist eine deutsche Schauspielerin, Hörspielsprecherin und Schauspiellehrerin.

## Wirken
Bezüglich Geburtsdaten und Ausbildungsverlauf der Marlene Achtermann finden sich keine Belege. Sie war im Zeitraum von 1963 bis 1972 Mitglied des Ensembles des Nationaltheaters Mannheim. In der Folge wirkte sie am Oldenburgischen Staatstheater, wo sie beispielsweise 1985 in August Strindbergs Der Vater, 1989 in Die Liebesgeschichte des Jahrhunderts von Märta Tikkanen und in der Saison 1999/2000 in Henrik Ibsens John Gabriel Borkman mitwirkte. Ebendort und an der Universität Oldenburg war sie als Schauspiellehrerin tätig. Zwischen 1967 und 1998 trat sie in verschiedenen Fernsehfilmen und -serien auf. An zahlreichen Hörspielaufnahmen deutscher Rundfunkanstalten war sie zwischen 1961 und 1990 beteiligt.

## Filmografie (Auswahl)
- 1967: Liebesgeschichten (Fernsehserie, eine Folge)
- 1968: Fräulein Julie (Fernsehfilm)
- 1969: Rebellion der Verlorenen (Fernsehserie, 3 Folgen)
- 1969: Der Tanz des Sergeanten Musgrave (Fernsehfilm)
- 1971: Merkwürdige Geschichten (Fernsehserie, eine Folge)
- 1982: Ein Stück von Euch (Fernseh-Kurzfilm)
- 1998: Nicht von schlechten Eltern (Fernsehserie, 4 Folgen)

## Hörspiele (Auswahl)
- 1961: Nikolai von Michalewsky Prinz Eisenfraß, der rächende Ritter – Regie: Günter Siebert
- 1963: John Brinckman: Voß un Swinegel – Regie: Ivo Braak
- 1963: Jürgen Breest: Die Mädchen aus Hiroshima – Regie: Oswald Döpke
- 1963:  Herbert Timm: Der Lokalredakteur – Regie: Horst Loebe
- 1966: Arnold Krieger: Der Gaukler Pamphalon – Regie: Horst H. Vollmer
- 1968: Isaac Asimov: Geschichte einer Entdeckung – Regie: Hans-Peter Klausnitzer
- 1969: Horst Zahlten: Absolut Null – Regie: Andreas Weber-Schäfer
- 1969: Isaac Asimov: Wie war das mit dem Klapperstorch? – Regie: Andreas Weber-Schäfer
- 1987: Berthold Deutschmann: Kröten-Lore – Regie: Hans Helge Ott
- 1987: Viola Altrichter: Imago-Rekonstruktion eines Verlustes – Regie: Günter Bommert
- 1990: Raimund Petschner: Der Luftliniengänger – Regie: Ludwig Schulz